# Вероніка Діленія
Вероніка Дилленія, вероніка Діленія (Veronica dillenii) — однорічна трав'яна рослина, вид роду вероніка (Veronica) родини подорожникові (Plantaginaceae).

## Морфологічна характеристика
Стебла висотою 10—20 см, прямостоячі, залозисті, в нижній частині кучеряво волосисті, вище відстовбурчено запушені, закінчуються суцвіттям, у верхній частині переважно розгалужені.
Середні стеблові листки глибоко 5—7-перистороздільні, з більш великою кінцевою часткою, при основі клиноподібні. Верхні стеблові — цілісні, ланцетно-лінійні. Приквіткові — лінійні, цілокраї, значно відрізняються від стеблових листків.
Квітки у багатоквіткових пухких та коротких китицях, на коротких квітконіжках, коротші від чашечки та приквітків. Чашечка перевищує коробочку, з нерівними ланцетовими частками, з рідкими залозистими волосками; Віночок дорівнює чашечці, блакитний або темно-синій, діаметром 4,5—5 см, верхня лопать широка, округлониркоподібна, нижня лопать ланцетна, дві бічні широко яйцеподібні.
Плід — коробочка, округло обернено-серцеподібна, з 18—26 насінинами, на верхівці з неглибокою виїмкою, з рідкими залозистими волосками. Насіння плоске, в контурі яйцеподібне, щитоподібне, довжиною 1 мм, шириною 0,75 мм.

## Поширення
Вид поширений у Європі та Азії. В Україні росте у Закарпатті, Криму, на Поліссі, у лісостепу та степу, на сухих схилах та відслоненнях, на пісках.